# Velox Motor

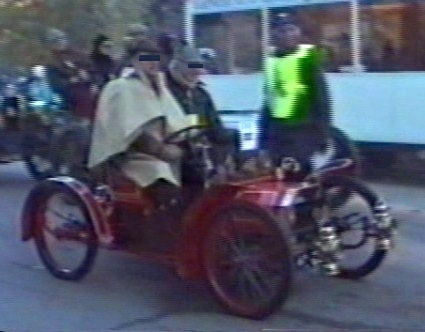
Velox von 1903

Velox Motor war ein britischer Hersteller von Automobilen.

## Unternehmensgeschichte
Das Unternehmen Velox Motor Company Limited aus Coventry begann 1902 mit der Produktion von Automobilen. 1904 wurde die Produktion eingestellt, als das Unternehmen in Liquidation ging. Insgesamt wurden 23 Fahrzeuge fertiggestellt, 15 weitere waren im Bau.

## Fahrzeuge
Das erste Modell 10 HP war mit einem Zweizylinder-Einbaumotor von Abeille ausgestattet. 1903 folgten das Vierzylindermodell 10 HP mit einem Motor von Forman und das Einzylindermodell 4 ½ HP mit einem Motor von Aster. 1904 erschien noch das Vierzylindermodell 20 HP.
Ein Fahrzeug dieser Marke nimmt gelegentlich am London to Brighton Veteran Car Run teil. Bonhams versteigerte es am 7. September 2019 für rund 57.000 Euro.